# Délia pleurant Corydon
Délia pleurant Corydon est un tableau réalisé à l'huile sur toile par François-Xavier Fabre en 1795, conservé au Musée Sainte-Croix de Poitiers. Peint à Florence, la première trace qu'on en a par la suite est son acquisition par Sotheby's à Londres en 1953, avant qu'il ne rejoigne le marché de l'art parisien et ne soit acheté par la ville de Poitiers en 1975. 

## Historique
Après avoir obtenu le Grand Prix en 1787, François-Xavier Fabre séjourne à Rome de 1787 à 1793, puis à Florence jusqu'en 1824, où il peint Délia pleurant Corydon. Florence est une ville où résident de nombreux artistes français à cette période, car Rome est alors hostile à la France ; Fabre y retrouve donc plusieurs peintres, comme Louis Gauffier. Cette capitale toscane, gouvernée par Ferdinand III, grand-duc éclairé et tolérant, est toute disposée à faire une place à la floraison de la jeune peinture française. Le jeune peintre trouve rapidement de nouveaux protecteurs : Ferdinand III lui fait attribuer un atelier et il réalise les portraits de deux personnages les plus en vue de la ville, Vittorio Alfieri et la comtesse Louise d’Albany. Cette dernière anime un important salon littéraire et artistique fréquenté par Beaumarchais, André Chénier, Madame de Staël et l'aristocratie cosmopolite qui séjourne à Florence, et possède également une abondante bibliothèque. Elle a quitté son époux Charles-Edouard Stuart pour Alfieri, dont elle admire le génie poétique. Sa beauté "devait résider dans son expression, douce et spirituelle à la fois, comme les portraits de Fabre, qui ne la connut que dans son âge mûr, permettent d'en juger". Sa protection assure rapidement l’implantation de Fabre à Florence, qui devient son professeur de dessin, tandis que sa culture lui permet de se rapprocher d’Alfieri. La mort de celui-ci en 1803 plonge la comtesse et Fabre dans un grand désarroi, rendant ce dernier incapable de travailler pendant plusieurs mois. "Il s’établit entre ces trois personnages une confiance entière, une amitié réciproque qui ne s’éteignit que successivement et à la mort de chacun d’eux" écrit le critique Étienne-Jean Delécluze. 
Dans ce climat de paix favorable au développement des arts, permettant l’affluence de touristes à Florence, Fabre devient "le peintre attitré de ces étrangers de qualité, auxquels le recommande sa protectrice". Le peintre réalise des œuvres rapides et commerciales pour cette riche clientèle de passage, comme c'est certainement le cas de Délia pleurant Corydon.

## Iconographie
Sur ce tableau, le peintre représente une jeune femme pleurant, vêtue négligemment à l’antique, sa tête posée sur son bras gauche appuyé sur une urne funéraire ; cette dernière est gravée d’une inscription latine tronquée : Dis. C.I. Corid[onis] Delia Amanti Ca[rissimi]. Les mains jointes, elle lève les yeux au ciel dans une expression de douleur. 
Ce tableau est nommé de plusieurs façons dans les textes des chercheurs et des historiens de l’art. Il est désigné sous le nom de Délia pleurant Corydon par le musée Sainte-Croix, en référence à l’inscription présente sur l’urne. Cette allusion volontaire à la mythologie rappelle l’attrait de Fabre pour l’Antiquité. À Florence, le peintre consacre beaucoup de temps à la lecture et à l’étude des nombreuses œuvres littéraires antiques que possède la comtesse d’Albany dans sa bibliothèque, et notamment les écrits de Virgile.
Le personnage de Corydon, issu d'abord de la mythologie grecque dans les écrits de Théocrite, est ensuite présent dans les Bucoliques de Virgile, notamment dans les Églogues. Il s'agit d'un jeune berger amoureux d’Alexis, il donc est étonnant que Fabre ait mentionné son nom, pleuré par une jeune fille. Cette dernière, connue sous le nom de Délia, est également mystérieuse. Citée dans les Églogues de Virgile, elle serait une divinité de Délos à qui Micon, autre protagoniste des Bucoliques, fait des offrandes. Pourquoi ces deux personnages, qui n’interagissent pas dans les textes virgiliens, seraient-ils mis par le peintre?
Le tableau est aussi mentionné à plusieurs reprises sous les noms de Jeune pleureuse antique,, De la Mélancolie ou La Comtesse d’Albany. L'attribution du nom Délia pleurant Corydon est donc incertaine.  

## L'expression de la mélancolie

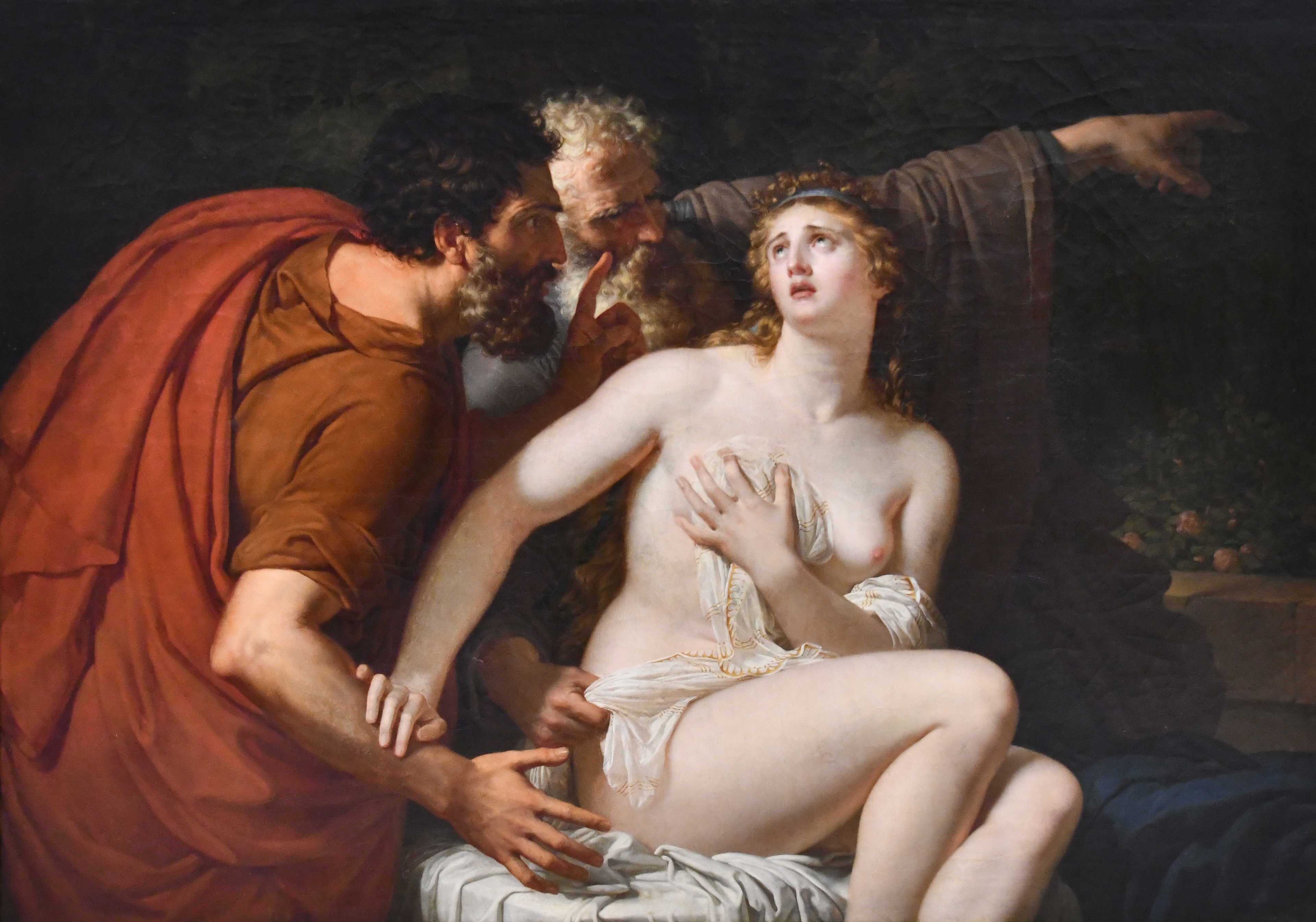
François-Xavier Fabre, Suzanne et les vieillards, 1791, Montpellier, Musée Fabre

L’expression émouvante du visage de Délia se traduit par les détails : la finesse de la mèche de cheveux ondulée qui retombe sur l’épaule, la délicatesse de son corps laissé dénudé par le vêtement mal ajusté, le marbre noble de l’urne, les lignes courbes donnant une impression de douceur, et la perle de larme qui s’écoule sur sa peau lisse. Le fond sombre fait ressortir la blancheur de Délia, accentuant l’aspect dramatique de la scène. "L’expression douloureuse du visage renversé, les yeux au ciel, rappelle la Suzanne de 1791", dans le célèbre tableau Suzanne et les vieillards. Selon Laure Pellicer, "les détails délicats de la toilette témoignent d'un assouplissement du style de Fabre, sous l’influence notamment de Gauffier". "Alliant le raffinement des détails et la perfection de l'exécution au rendu franc et direct de l'expression, elle résume, dans sa modestie, le meilleur de Fabre portraitiste".
Ce portrait mystérieux de Fabre répond à la notion de Grâce, développée par plusieurs penseurs des Lumières comme Voltaire, à la suite d'auteurs de la Renaissance tels que Baldassare Castiglione. Selon Jean-François Marmontel, "la grâce du style consiste dans l’aisance, la souplesse, la variété de ses mouvements, et dans le passage naturel et facile de l’un à l’autre". Pour Joann Joachim Winckelmann “la grâce en peinture, en sculpture, consiste dans la mollesse des contours, dans une expression douce”. Cette notion de grâce est beaucoup développée par les artistes néoclassiques dans des attitudes et des poses nonchalantes et abandonnées, comme on peut le voir ici, à travers la "sophistication du naturel" idéalisé que dépeint François-Xavier Fabre. 